# Sydafrika i olympiska spelen
Sydafrika har deltagit vid olympiska sommarspelen sedan 1904, däremot inte mellan 1964 och 1988 då de inte deltog, eftersom man var avstängda på grund av Apartheidregimen. Sju gånger har landet deltagit i olympiska vinterspelen.

## Medaljer
| Guld | Silver | Brons | Totalt antal medaljer |
| ---- | ------ | ----- | --------------------- |
| 28   | 36     | 31    | 95                    |

| Spel                | Idrottare        | Guld | Silver | Brons | Totalt | Placering |
| Saint Louis 1904    | 8                | 0    | 0      | 0     | 0      | –         |
| London 1908         | 14               | 1    | 1      | 0     | 2      | 14        |
| Stockholm 1912      | 21               | 4    | 2      | 0     | 6      | 7         |
| Antwerpen 1920      | 39               | 3    | 4      | 3     | 10     | 11        |
| Paris 1924          | 30               | 1    | 1      | 1     | 3      | 18        |
| Amsterdam 1928      | 24               | 1    | 0      | 2     | 3      | 23        |
| Los Angeles 1932    | 12               | 2    | 0      | 3     | 5      | 15        |
| Berlin 1936         | 32               | 0    | 1      | 0     | 1      | 25        |
| London 1948         | 35               | 2    | 1      | 1     | 4      | 18        |
| Helsingfors 1952    | 64               | 2    | 4      | 4     | 10     | 12        |
| Melbourne 1956      | 50               | 0    | 0      | 4     | 4      | 33        |
| Rom 1960            | 55               | 0    | 1      | 2     | 3      | 28        |
| Tokyo 1964          | Uteslutna        |      |        |       |        |           |
| Mexico City 1968    | Uteslutna        |      |        |       |        |           |
| München 1972        | Uteslutna        |      |        |       |        |           |
| Montréal 1976       | Uteslutna        |      |        |       |        |           |
| Moskva 1980         | Uteslutna        |      |        |       |        |           |
| Los Angeles 1984    | Uteslutna        |      |        |       |        |           |
| Seoul 1988          | Uteslutna        |      |        |       |        |           |
| Barcelona 1992      | 93               | 0    | 2      | 0     | 2      | 41        |
| Atlanta 1996        | 84               | 3    | 1      | 1     | 5      | 27        |
| Sydney 2000         | 127              | 0    | 2      | 3     | 5      | 55        |
| Aten 2004           | 106              | 1    | 3      | 2     | 6      | 43        |
| Peking 2008         | 136              | 0    | 1      | 0     | 1      | 70        |
| London 2012         | 125              | 4    | 1      | 1     | 6      | 20        |
| Rio de Janeiro 2016 | 138              | 2    | 6      | 2     | 10     | 30        |
| Tokyo 2020          | 177              | 1    | 2      | 0     | 3      | 52        |
| Paris 2024          | 149              | 1    | 3      | 2     | 6      | 44        |
| Los Angeles 2028    | Framtida tävling |      |        |       |        |           |
| Brisbane 2032       | Framtida tävling |      |        |       |        |           |
| Totalt              | Totalt           | 29   | 36     | 31    | 95     | 37        |

| Spel                | Idrottare        | Guld             | Silver           | Brons            | Totalt           | Placering        |
| Squaw Valley 1960   | 4                | 0                | 0                | 0                | 0                | –                |
| Innsbruck 1964      | Uteslutna        |                  |                  |                  |                  |                  |
| Grenoble 1968       | Uteslutna        |                  |                  |                  |                  |                  |
| Sapporo 1972        | Uteslutna        |                  |                  |                  |                  |                  |
| Innsbruck 1976      | Uteslutna        |                  |                  |                  |                  |                  |
| Lake Placid 1980    | Uteslutna        |                  |                  |                  |                  |                  |
| Sarajevo 1984       | Uteslutna        |                  |                  |                  |                  |                  |
| Calgary 1988        | Uteslutna        |                  |                  |                  |                  |                  |
| Albertville 1992    | Uteslutna        |                  |                  |                  |                  |                  |
| Lillehammer 1994    | 2                | 0                | 0                | 0                | 0                | –                |
| Nagano 1998         | 2                | 0                | 0                | 0                | 0                | –                |
| Salt Lake City 2002 | 1                | 0                | 0                | 0                | 0                | –                |
| Turin 2006          | 3                | 0                | 0                | 0                | 0                | –                |
| Vancouver 2010      | 2                | 0                | 0                | 0                | 0                | –                |
| Sotji 2014          | Deltog inte      | Deltog inte      | Deltog inte      | Deltog inte      | Deltog inte      | Deltog inte      |
| Pyeongchang 2018    | 1                | 0                | 0                | 0                | 0                | –                |
| Peking 2022         | Deltog inte      | Deltog inte      | Deltog inte      | Deltog inte      | Deltog inte      | Deltog inte      |
| Milano–Cortina 2026 | Framtida tävling | Framtida tävling | Framtida tävling | Framtida tävling | Framtida tävling | Framtida tävling |
| Totalt              | Totalt           | 0                | 0                | 0                | 0                | –                |

### Medaljer efter sporter
| Sport               | Guld | Silver | Brons | Totalt |
| Friidrott           | 9    | 15     | 6     | 30     |
| Simning             | 8    | 8      | 6     | 22     |
| Boxning             | 6    | 4      | 9     | 19     |
| Tennis              | 3    | 2      | 1     | 6      |
| Cykling             | 1    | 4      | 4     | 9      |
| Rodd                | 1    | 1      | 1     | 3      |
| Skytte              | 0    | 1      | 0     | 1      |
| Surfing             | 0    | 1      | 0     | 1      |
| Rugby               | 0    | 0      | 2     | 2      |
| Kanotsport          | 0    | 0      | 1     | 1      |
| Triathlon           | 0    | 0      | 1     | 1      |
| Totalt (11 sporter) | 29   | 36     | 31    | 95     |

## Lista över medaljörer
| Medalj | Namn | Spel                | Sport         | Gren                                               |
| ------ | --- | ------------------- | ------------- | -------------------------------------------------- |
| Guld   | Reggie Walker | London 1908         | Friidrott     | Herrarnas 100 m                                    |
| Silver | Charles Hefferon | London 1908         | Friidrott     | Herrarnas maraton                                  |
| Guld   | Ken McArthur | Stockholm 1912      | Friidrott     | Herrarnas maraton                                  |
| Guld   | Rudolph Lewis | Stockholm 1912      | Cykling       | Herrarnas tempolopp                                |
| Guld   | Harold Kitson Charles Winslow | Stockholm 1912      | Tennis        | Herrdubbel utomhus                                 |
| Guld   | Charles Winslow | Stockholm 1912      | Tennis        | Herrsingel utomhus                                 |
| Silver | Christian Gitsham | Stockholm 1912      | Friidrott     | Herrarnas maraton                                  |
| Silver | Harold Kitson | Stockholm 1912      | Tennis        | Herrsingel utomhus                                 |
| Guld   | Bevil Rudd | Antwerpen 1920      | Friidrott     | Herrarnas 400 m                                    |
| Guld   | Clarence Walker | Antwerpen 1920      | Boxning       | Herrarnas bantamvikt                               |
| Guld   | Louis Raymond | Antwerpen 1920      | Tennis        | Herrsingel                                         |
| Silver | Henry Dafel Jack Oosterlak Clarence Oldfield Bevil Rudd | Antwerpen 1920      | Friidrott     | Herrarnas 4×400 m stafett                          |
| Silver | Henry Kaltenbrunn | Antwerpen 1920      | Cykling       | Herrarnas tempolopp                                |
| Silver | William Smith James Walker | Antwerpen 1920      | Cykling       | Herrarnas tandem                                   |
| Silver | David Smith Robert Bodley Ferdinand Buchanan Frederick Morgan | Antwerpen 1920      | Skytte        | Herrarnas lagtävling, armégevär 600 meter liggande |
| Brons  | Bevil Rudd | Antwerpen 1920      | Friidrott     | Herrarnas 800 m                                    |
| Brons  | James Walker William Smith Henry Kaltenbrunn Harry Goosen | Antwerpen 1920      | Cykling       | Herrarnas lagförföljelse                           |
| Brons  | Charles Winslow | Antwerpen 1920      | Tennis        | Herrsingel                                         |
| Guld   | William Smith | Paris 1924          | Boxning       | Herrarnas bantamvikt                               |
| Silver | Sydney Atkinson | Paris 1924          | Friidrott     | Herrarnas 110 m häck                               |
| Brons  | Cecil McMaster | Paris 1924          | Friidrott     | Herrarnas 10 km gång                               |
| Guld   | Sydney Atkinson | Amsterdam 1928      | Friidrott     | Herrarnas 110 m häck                               |
| Brons  | Harry Isaacs | Amsterdam 1928      | Boxning       | Herrarnas bantamvikt                               |
| Brons  | Rhoda Rennie Freddie van der Goes Mary Bedford Kathleen Russell | Amsterdam 1928      | Simning       | Damernas 4×100 m frisim                            |
| Guld   | Lawrence Stevens | Los Angeles 1932    | Boxning       | Herrarnas lättvikt                                 |
| Guld   | David Carstens | Los Angeles 1932    | Boxning       | Herrarnas lätt tungvikt                            |
| Brons  | Marjorie Clark | Los Angeles 1932    | Friidrott     | Damernas 80 m häck                                 |
| Brons  | Ernest Peirce | Los Angeles 1932    | Boxning       | Herrarnas mellanvikt                               |
| Brons  | Jenny Maakal | Los Angeles 1932    | Simning       | Damernas 400 m frisim                              |
| Silver | Charles Catterall | Berlin 1936         | Boxning       | Herrarnas fjädervikt                               |
| Guld   | Gerald Dreyer | London 1948         | Boxning       | Herrarnas lättvikt                                 |
| Guld   | George Hunter | London 1948         | Boxning       | Herrarnas lätt tungvikt                            |
| Silver | Dennis Shepherd | London 1948         | Boxning       | Herrarnas fjädervikt                               |
| Brons  | John Arthur | London 1948         | Boxning       | Herrarnas tungvikt                                 |
| Guld   | Esther Brand | Helsingfors 1952    | Friidrott     | Damernas höjdhopp                                  |
| Guld   | Joan Harrison | Helsingfors 1952    | Simning       | Damernas 100 m ryggsim                             |
| Silver | Daphne Hasenjager | Helsingfors 1952    | Friidrott     | Damernas 100 m                                     |
| Silver | Theunis van Schalkwyk | Helsingfors 1952    | Boxning       | Herrarnas lätt mellanvikt                          |
| Silver | Raymond Robinson Thomas Shardelow | Helsingfors 1952    | Cykling       | Herrarnas tandem                                   |
| Silver | George Estman Robert Fowler Thomas Shardelow Alfred Swift | Helsingfors 1952    | Cykling       | Herrarnas lagförföljelse                           |
| Brons  | Willie Toweel | Helsingfors 1952    | Boxning       | Herrarnas flugvikt                                 |
| Brons  | Leonard Leisching | Helsingfors 1952    | Boxning       | Herrarnas fjädervikt                               |
| Brons  | Andries Nieman | Helsingfors 1952    | Boxning       | Herrarnas tungvikt                                 |
| Brons  | Raymond Robinson | Helsingfors 1952    | Cykling       | Herrarnas tempolopp                                |
| Brons  | Daniel Bekker | Melbourne 1956      | Boxning       | Herrarnas tungvikt                                 |
| Brons  | Henry Loubscher | Melbourne 1956      | Boxning       | Herrarnas lätt weltervikt                          |
| Brons  | Alfred Swift | Melbourne 1956      | Cykling       | Herrarnas tempolopp                                |
| Brons  | Moira Abernethy Jeanette Myburgh Natalie Myburgh Susan Roberts | Melbourne 1956      | Simning       | Damernas 4×100 m frisim                            |
| Silver | Daniel Bekker | Rom 1960            | Boxning       | Herrarnas tungvikt                                 |
| Brons  | Malcolm Spence | Rom 1960            | Friidrott     | Herrarnas 400 m                                    |
| Brons  | William Meyers | Rom 1960            | Boxning       | Herrarnas fjädervikt                               |
| Silver | Elana Meyer | Barcelona 1992      | Friidrott     | Damernas 10 000 m                                  |
| Silver | Wayne Ferreira Piet Norval | Barcelona 1992      | Tennis        | Herrdubbel                                         |
| Guld   | Josia Thugwane | Atlanta 1996        | Friidrott     | Herrarnas maraton                                  |
| Guld   | Penelope Heyns | Atlanta 1996        | Simning       | Damernas 100 m bröstsim                            |
| Guld   | Penelope Heyns | Atlanta 1996        | Simning       | Damernas 200 m bröstsim                            |
| Silver | Hezekiel Sepeng | Atlanta 1996        | Friidrott     | Herrarnas 800 m                                    |
| Brons  | Marianne Kriel | Atlanta 1996        | Simning       | Damernas 100 m ryggsim                             |
| Silver | Hestrie Cloete | Sydney 2000         | Friidrott     | Damernas höjdhopp                                  |
| Silver | Terence Parkin | Sydney 2000         | Simning       | Herrarnas 200 m bröstsim                           |
| Brons  | Llewellyn Herbert | Sydney 2000         | Friidrott     | Herrarnas 400 m häck                               |
| Brons  | Frantz Kruger | Sydney 2000         | Friidrott     | Herrarnas diskuskastning                           |
| Brons  | Penelope Heyns | Sydney 2000         | Simning       | Damernas 100 m bröstsim                            |
| Guld   | Lyndon Ferns Ryk Neethling Roland Mark Schoeman Darian Townsend | Aten 2004           | Simning       | Herrarnas 4×100 m frisim                           |
| Silver | Mbulaeni Mulaudzi | Aten 2004           | Friidrott     | Herrarnas 800 m                                    |
| Silver | Hestrie Cloete | Aten 2004           | Friidrott     | Damernas höjdhopp                                  |
| Silver | Roland Mark Schoeman | Aten 2004           | Simning       | Herrarnas 100 m frisim                             |
| Brons  | Donovan Cech Ramon di Clemente | Aten 2004           | Rodd          | Herrarnas tvåa utan styrman                        |
| Brons  | Roland Mark Schoeman | Aten 2004           | Simning       | Herrarnas 50 m frisim                              |
| Silver | Khotso Mokoena | Peking 2008         | Friidrott     | Herrarnas längdhopp                                |
| Guld   | Sizwe Ndlovu Matthew Brittain John Smith James Thompson | London 2012         | Rodd          | Herrarnas lättvikts-fyra utan styrman              |
| Guld   | Cameron van der Burgh | London 2012         | Simning       | Herrarnas 100 m bröstsim                           |
| Guld   | Chad le Clos | London 2012         | Simning       | Herrarnas 200 m fjärilsim                          |
| Guld   | Caster Semenya | London 2012         | Friidrott     | Damernas 800 m                                     |
| Silver | Chad le Clos | London 2012         | Simning       | Herrarnas 100 m fjärilsim                          |
| Brons  | Bridgitte Hartley | London 2012         | Kanotsport    | Damernas K-1 500 m                                 |
| Guld   | Wayde van Niekerk | Rio de Janeiro 2016 | Friidrott     | Herrarnas 400 m                                    |
| Guld   | Caster Semenya | Rio de Janeiro 2016 | Friidrott     | Damernas 800 m                                     |
| Silver | Chad le Clos | Rio de Janeiro 2016 | Simning       | Herrarnas 200 m frisim                             |
| Silver | Shaun Keeling Lawrence Brittain | Rio de Janeiro 2016 | Rodd          | Herrarnas tvåa utan styrman                        |
| Silver | Chad le Clos | Rio de Janeiro 2016 | Simning       | Herrarnas 100 m fjärilsim                          |
| Silver | Cameron van der Burgh | Rio de Janeiro 2016 | Simning       | Herrarnas 100 m bröstsim                           |
| Silver | Luvo Manyonga | Rio de Janeiro 2016 | Friidrott     | Herrarnas längdhopp                                |
| Silver | Sunette Viljoen | Rio de Janeiro 2016 | Friidrott     | Damernas spjutkastning                             |
| Brons  | Cheslin Kolbe Juan de Jongh Seabelo Senatla Justin Geduld Kyle Brown Cecil Afrika Kwagga Smith Werner Kok Rosko Specman Philip Snyman Dylan Sage Francois Hougaard Tim Agaba                     | Rio de Janeiro 2016 | Sjumannarugby | Herrarnas turnering                                |
| Brons  | Henri Schoeman | Rio de Janeiro 2016 | Triathlon     | Herrarnas tävling                                  |
| Guld   | Tatjana Schoenmaker | Tokyo 2020          | Simning       | Damernas 200 m bröstsim                            |
| Silver | Tatjana Schoenmaker | Tokyo 2020          | Simning       | Damernas 100 m bröstsim                            |
| Silver | Bianca Buitendag | Tokyo 2020          | Surfing       | Damernas tävling                                   |
| Guld   | Tatjana Smith | Paris 2024          | Simning       | Damernas 100 m bröstsim                            |
| Silver | Tatjana Smith | Paris 2024          | Simning       | Damernas 200 m bröstsim                            |
| Silver | Bayanda Walaza Shaun Maswanganyi Bradley Nkoana Akani Simbine | Paris 2024          | Friidrott     | Herrarnas 4 x 100 m stafett                        |
| Silver | Jo-Ane van Dyk | Paris 2024          | Friidrott     | Damernas spjutkastning                             |
| Brons  | Christie Grobbelaar Ryan Oosthuizen Impi Visser Zain Davids Quewin Nortje Tiaan Pretorius Tristan Leyds Selvyn Davids Shaun Williams Rosko Specman Siviwe Soyizwapi Shilton van Wyk Ronald Brown | Paris 2024          | Sjumannarugby | Herrarnas turnering                                |
| Brons  | Alan Hatherly | Paris 2024          | Cykling       | Herrarnas terränglopp                              |